# Павлов, Николай Павлович (писатель)
Никола́й Па́влович Па́влов (1893—1961) — русский писатель-краевед, педагог.

## Биография
Родился в деревне Улитино (ныне — Старицкого района Тверской области), сельский учитель, зав. отделом социального воспитания Тверского губоно, доцент КГПИ, зав. кафедрой русской и зарубежной литературы КГПИ (1949—1954).
Павлов входил в состав редколлегии литературного альманаха калининских писателей «Родной край».
Наибольшую известность в Калининской (ныне Тверской) области получила его книга «Русские писатели в нашем крае», изданная в 1956 году и содержащая очерки об А. С. Пушкине, М. Е. Салтыкове-Щедрине, Ф. М. Достоевском и других. Она активно использовалась на уроках литературного краеведения во второй половине XX века.
В 1959 году в Калинине вышла книга Н. П. Павлова «Русские художники в нашем крае».
Задуманное Павловым исследование подобного жанра о русских ученых не было завершено.
Умер в Калинине (Твери), похоронен на городском Первомайском кладбище.